# Eisuke Mori
Eisuke Mori (森 英介, Mori Eisuke), né le 31 août 1948 à Chiyoda, est un homme politique japonais, membre du Parti libéral démocrate (PLD). Il est membre de la Chambre des représentants du Japon pour le 11e district électoral de la préfecture de Chiba depuis 1996, il fut auparavant représentant de l'ancien 3e district de cette préfecture de 1990 à 1996. Il fut ministre de la Justice du 92e cabinet du Japon dirigé par Tarō Asō du 24 septembre 2008 au 16 septembre 2009.

## Origines et formation
Né dans la ville de Katsuura dans la préfecture de Chiba, Eisuke Mori est issu d'une grande dynastie politique et industrielle. Il représente ainsi la 3e génération de Mori à être membre de la Chambre des représentants, succédant à son grand-père Nobuteru Mori (industriel fondateur du groupe Mori et de la firme chimique Showa Denko, député de 1926 à sa mort en 1941), à ses oncles Satoru Mori (successeur de Nobuteru à la tête de Showa Denko , député de 1946 à 1952) et Kiyoshi Mori (député de 1952 à 1969, ministre d'État et directeur de l'Agence de Gestion et de Coordination dans le premier cabinet d'Eisaku Satō en 1966) et à son père Yoshihide Mori (député de 1969 à sa mort en 1988, ministre d'État et secrétaire de l'Agence de l'Environnement dans le second cabinet de Yasuhiro Nakasone de 1985 à 1986), qui représentèrent tous l'ancien 3e district de Chiba. Ainsi, celui-ci a élu un membre de la famille Mori presque sans discontinuer de 1926 à sa disparition en 1996.
Il est également, par le biais des sœurs de son père, le neveu de Takeo Miki (ancien Premier ministre de 1974 à 1976) et de Satoru Tanaka (gouverneur de Mie de 1955 à 1972 puis député de 1972 à 1976 et conseiller de 1977 à 1983).
Diplômé de la faculté d'ingénierie de l'université du Tōhoku de Sendai dans la préfecture de Miyagi en 1974, il est docteur en ingénierie nucléaire de l'Université de Nagoya en 1984. De 1974 à son entrée en politique en 1990, il travaille pour le département nucléaire de l'entreprise d'équipement Kawasaki Heavy Industries, Ltd..

## Carrière politique

### La succession familiale
Après le décès de son père, Yoshihide Mori, en 1988, Eisuke Mori reprend le flambeau familial et se lance en politique. Il entre ainsi pour la première fois à la Chambre des représentants lors des élections législatives du 18 février 1990, pour la circonscription familiale de l'ancien 3e district de Chiba. Sans cesse réélu depuis lors, il représente, à la suite de la réforme électorale de 1994 et des élections de 1996, le tout nouveau 11e district de Chiba, à savoir la côte sud-est de la péninsule de Boso sur Honshū.

### Une lente ascension
Il reste pendant longtemps au second plan de la vie politique japonaise, n'occupant que des responsabilités secondaires au sein du gouvernement (sans être membre du Cabinet) ou du PLD, ou encore en dirigeant certaines commissions parlementaires, notamment spécialisé sur les questions concernant l'organisation et le droit du travail. Il est ainsi vice-ministre parlementaire auprès du ministre du Travail du cabinet de Tomiichi Murayama, à savoir le socialiste Manzō Hamamoto, du 1er juillet 1994 au 8 août 1995. Il redevient vice-ministre de la Santé, du Travail et des Affaires sociales, secondant alors Chikara Sakaguchi, dans le second cabinet dirigé par Jun'ichirō Koizumi du 19 novembre 2003 au 27 septembre 2004. Il a de plus présidé la Commission de la Santé, du Travail et des Affaires sociales de la Chambre des représentants de janvier 2002 à février 2003. Il a enfin occupé à deux reprises la fonction de secrétaire général adjoint du PLD, de 2001 à 2002 et de 2005 à 2006.

### Le fidèle de Tarō Asō
Lorsque Tarō Asō, ancien ministre des Affaires étrangères considéré comme un « faucon » en raison de ses positions souvent populistes, nationalistes et parfois agressives à l'encontre de la république populaire de Chine ou de la Corée du Nord, décide de créer sa propre faction pour soutenir sa candidature à la présidence du PLD, le « Groupe de l'action publique » (為公会, Ikōkai), Eisuke Mori y adhère immédiatement.
Son ascension devient alors indissociable de celle d'Asō et, lorsque ce dernier devient enfin Premier ministre le 24 septembre 2008, il forme un gouvernement essentiellement composé de proches et Eisuke Mori obtient ainsi son premier poste au sein du Cabinet du Japon en tant que ministre de la Justice. L'une de ses premières annonces à ce poste a été de déclarer son soutien à la peine de mort et sa volonté de continuer les exécutions, à l'instar de ses deux prédécesseurs Kunio Hatoyama (désormais ministre des Affaires intérieures) et Okiharu Yasuoka. Et sa principale mission, fixée par le Premier ministre, est alors de continuer à préparer la réforme du système judiciaire japonais entamée lors des gouvernements précédents.
Après la défaite de son parti aux élections législatives du 30 août 2009 (au cours desquelles il est l'un des rares députés libéraux-démocrates à conserver sa circonscription) et le lancement de la réorganisation du PLD sous la conduite de Sadakazu Tanigaki pour en faire la nouvelle principale force d'opposition, il est choisi pour diriger le bureau de la coordination des actions de la division de la stratégie.
Tout comme Aso et de nombreux membres de son cabinet, Eisuke Mori est affilié au très influent et ouvertement révisionniste lobby Nippon Kaigi.